# 兵庫県獣医師会
一般社団法人兵庫県獣医師会（いっぱんしゃだんほうじんひょうごけんじゅういしかい 英称 Hyogo Veterinary Medical Association）は、兵庫県の獣医師を会員とする法人。

## 本部所在地
〒674-0074 兵庫県明石市魚住町清水2114-3 夜間救急動物病院2階 

## 業務内容
- 獣医師会員の学術技能向上のための研修会・講習会事業等の実施
- 兵庫県との動物に関する連携事業
- 疾病している野鳥の保護・救護
- 県内各学校で飼われている動物の飼育指導
- 兵庫県内各市町村との連携事業
- 狂犬病の予防接種・防止活動